# Paw Paw (Michigan)
Paw Paw è un villaggio degli Stati Uniti d'America, situato nello Stato del Michigan, nella contea di Van Buren, della quale è il capoluogo.